# 레드 스콜피온 2
《레드 스콜피온 2》(Red Scorpion 2)는 미국, 캐나다에서 제작된 마이클 케네디 감독의 1994년 액션 영화이다. 매트 맥콤 등이 주연으로 출연하였고 로버트 K. 맥린 등이 제작에 참여하였다. 이 영화는 레드 스콜피온의 후속작이다.

## 출연

### 주연
- 매트 맥콤
- 존 세비지
- 제니퍼 루빈

### 조연
- 폴 밴 빅터
- 마이클 코버트
- 던컨 프레이저

## 기타
- 공동제작: 메리 에일츠
- 협력프로듀서: 미셸 화이트
- 미술: 브렌트 토머스
- 의상: 린 켈리